# Abborrtjärnen (Malungs socken, Dalarna, 670166-139262)
Abborrtjärnen är en sjö i Malung-Sälens kommun i Dalarna och ingår i Dalälvens huvudavrinningsområde.